# جيمس دبليو. نيكول
جيمس دبليو. نيكول (بالإنجليزية: James W. Nichol)‏ (1940، تورونتو في كندا)؛ كاتِب ومؤلِّف، كاتب مسرحي وروائي كندي.

## روابط خارجية
- جيمس دبليو. نيكول على موقع IMDb (الإنجليزية)